# Ostseeküsten-Route (EV10)
Die EuroVelo-Route EV10 (Ostseeküsten-Route), auch Ostseeküsten-Radweg, Hansa-Route, international Baltic Sea Cycle Route (Hansa circuit) genannt, ist ein europäischer Fernradweg. Sie führt über ca. 7.980 Kilometer rund um die Ostsee.

## Streckenführung

### Dänemark
Der dänische Teil verläuft von Amager an der Küste Seelands entlang südlich von København über Køge, Faxe Ladeplads sowie Præstø und trifft bei Kalvehave auf die Østersøruten, über die er weiter bis zur deutschen Grenze verläuft.
Die Route verläuft danach über die Insel Møn durch Stege, anschließend über Bogø By auf Bogø zur Insel Falster durch Marielyst und Nykøbing und weiter auf der Insel Lolland durch Maribo nach Nakskov.
Danach geht es über die kleine Insel Langeland weiter nach Svendborg auf Fünen durch Fåborg und Assens nach Middelfart. In Kolding ist man wieder auf dem Festland und fährt in Jütland durch Christiansfeld, Haderslev, Aabenraa, Sønderborg und Gråsten zur deutschen Grenze bei Padborg.
Seit 2019 ist der dänische Nationale Radweg 10, die Bornholm Rundt, ebenfalls Teil der Ostseeküsten-Route (EV10).

### Deutschland

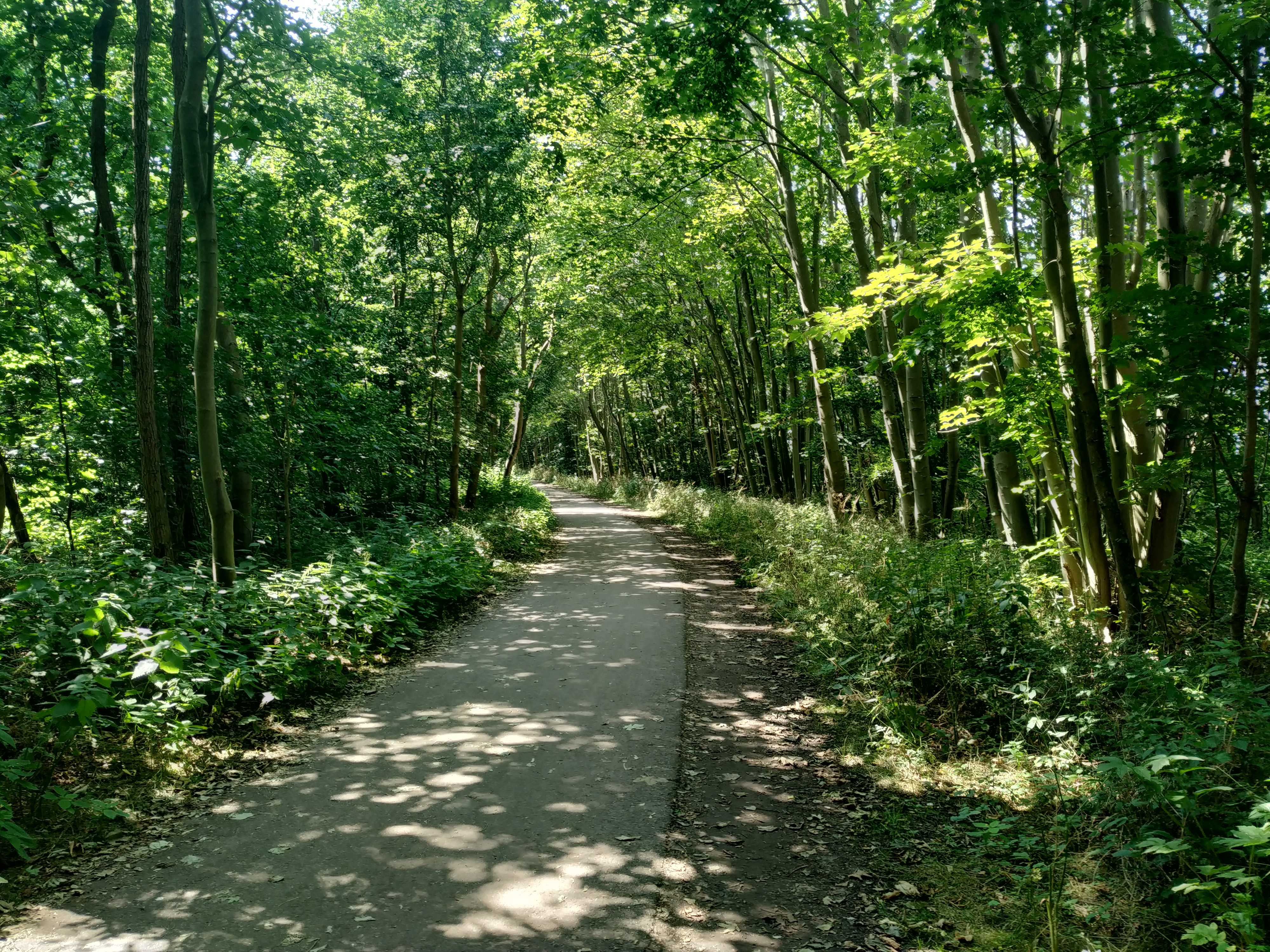
Abschnitt im Küstenwald in Rostock

In Deutschland entspricht der Weg der D-Netz-Route D2 (Ostseeküstenroute).
Von Flensburg an der Förde entlang führt der Weg nach Glücksburg und weiter entlang der Ostseeküste über Kappeln und Eckernförde nach Kiel. Über Hohwacht und Heiligenhafen gelangt man danach zur Insel Fehmarn.
Nach einer Inselumrundung führt die Route über Dahme, Kellenhusen und Grömitz nach Neustadt in Holstein sowie Travemünde, danach weiter nach Wismar und über Kühlungsborn nach Warnemünde.
Über den Darß erreicht man Stralsund, von wo aus eine Umrundung der Insel Rügen beginnt. Zurück auf dem Festland verläuft die Route danach über Greifswald nach Usedom, wo bei Ahlbeck die Grenze zu Polen erreicht wird.

### Polen
Die Route führt in Polen von Świnoujście über Rewal, Trzebiatów, Mrzeżyno, Kołobrzeg, Darłowo, Ustka, Główczyce, Krokowa, Gdynia, Gdańsk, Kadyny und Frombork und erreicht bei Gronowo die Grenze.

### Russland (Kaliningrad)
Von der polnischen Grenze aus verläuft die Route auf der Straße A194 nach Kaliningrad und danach nach Swetlogorsk und Selenogradsk. Von dort aus geht es über die kurische Nehrung weiter zum litauischen Grenzübergang bei Morskoje.

### Litauen
Von Nida auf der kurischen Nehrung gelangt man nach Klaipėda und anschließend über Palanga bis zur Grenze zu Lettland.

### Lettland
Von der litauischen Grenze aus führt die Route zum Badeort Liepāja, weiter nach Jūrkalne, dann ins Landesinnere über Kuldīga, südöstlich vorbei an Talsi nach Tukums und schließlich über Jūrmala nach Riga.
Über Ropaži und Sigulda geht es danach im lettischen Binnenland nach Limbaži und Salacgrīva, wo die Route wieder auf die Küste trifft und bei Ainaži die Grenze zu Estland erreicht.

### Estland
In Estland führt die Route an der Küste nach Pärnu und weiter nach Virtsu. Der weitere Weg verläuft über die Insel Muhu zur Insel Saaremaa, die zum großen Teil umrundet wird. Dabei wird Kuressaare passiert.
Als Nächstes führt die Route über die Insel Hiiumaa und dann, wieder auf dem Festland, nach Haapsalu. Über Nõva, Padise und Laulasmaa geht es zur Hauptstadt Tallinn.
Weiter nach Osten führt die Route vorbei am Lahemaa-Nationalpark und durch Kohtla-Järve und Sillamäe nach Narva.

### Russland
Für die russischen Teile des Weges in der Oblast Leningrad gibt es noch keine festgelegte Route.
Der Radweg soll von der estnisch-russischen Grenze nahe Iwangorod über Kingissepp führen. Eine küstennahe Fortsetzung muss die militärischen Sperrgebiete und das Sperrgebiet um die Atomkraftanlage bei Sosnowy Bor berücksichtigen. Die Nutzung der küstennahen Straße ist nur mit einer Sondergenehmigung erlaubt. Deshalb empfiehlt es sich, der Route des Europaradweges R1 zu folgen. Diese trifft bei Peterhof wieder an die Ostsee und führt weiter nach Sankt Petersburg.

### Finnland
In Finnland trifft die Route wenige Kilometer hinter der finnisch-russischen Grenze bei Virolahti auf den Radweg Nr. 7 Helsinki–Lappeenranta und folgt diesem über Hamina, Kotka, Ruotsinpyhtää, Porvoo nach Helsinki.
Ab Helsinki folgt die Route dem nationalen Radweg Nr. 1 Helsinki–Turku über Kirkkonummi, Pohja und Salo nach Turku. Von dort über Naantali, Merimasku, Taivassalo, Uusikaupunki, Rauma, Eurajoki, Luvia nach Pori. Der weitere Weg bis zur finnisch-schwedischen Grenze folgt den nationalen Routen Nr. 8 bis Oulu und von Oulu bis Keminmaa der Nr. 4. Von dort bis zur schwedischen Grenze der Nr. 21.
Die gesamte Route ist gut ausgeschildert.

### Schweden
In Schweden entspricht der Weg dem Cykelspåret längs ostkusten, einem nationalen Radweg, der über etwa 2.400 km entlang der gesamten Ostküste Schwedens verläuft.
Von Haparanda an der Grenze zu Finnland verläuft die Route über Kalix, Luleå, Piteå, Skellefteå, Umeå, Örnsköldsvik, Sundsvall, Hudiksvall, Söderhamn, Gävle, Österbybruk, Norrtälje, Täby nach Stockholm.
Weiter über Tumba, Trosa, Nyköping, Söderköping, Valdemarsvik, Loftahammar, Västervik, Figeholm, Oskarshamn, Mönsterås, Timmernabben, vorbei an Kalmar, Torsås, Jämjö, Nättraby, Karlshamn, Pukavik, Sölvesborg, Åhus, Simrishamn, Ystad, Trelleborg bis nach Malmö.
Der Radweg ist realisiert und von Haparanda bis Ystad ausgeschildert mit blauem Schild mit Fahrradsymbol und Aufschrift Cykelspåret. Im Norden wird der Radweg teils auch über die Autobahn E4 geführt.